# نحمیا آر. نایت
نحمیا آر. نایت (به انگلیسی: Nehemiah Rice Knight) سناتور سابق عضو حزب دموکرات-جمهوری‌خواه بود. وی در سال ۱۸۲۱ تا ۱۸۲۴ و ۱۸۲۴ تا ۱۸۳۲ و ۱۸۳۲ تا ۱۸۴۱ میلادی سناتور ایالت رود آیلند در سنای ایالات متحده آمریکا بود.